# Semidalis copalina
Semidalis copalina is een insect uit de familie van de dwerggaasvliegen (Coniopterygidae), die tot de orde netvleugeligen (Neuroptera) behoort. 
De wetenschappelijke naam Semidalis copalina is voor het eerst geldig gepubliceerd door Meunier in 1910.